# Eloy Live
Eloy Live of Live is een livealbum van de Duitse  muziekgroep Eloy. De band had veel succes met hun vorige studioalbum Ocean. De liveshows gingen gepaard met een lasershow. Wat voor veel livealbums geldt binnen de progressieve rock geldt hier ook; de composities zijn in vergelijking tot die van de studioalbums nog eens opgerekt. De opnamen vonden plaats gedurende de tournee van maart 1978, een specifieke plaats wordt niet genoemd. Het is tot 2010 nog steeds het enige livealbum van de band; een verzoek tot een tweede werd afgewimpeld door EMI Group, baas van Harvest Records. 

## Musici
- Frank Bornemann – zang, gitaar
- Klaus-Peter Matziol – basgitaar, zang
- Detlev Schmidtchen – toetsinstrumenten
- Jürgen Rosenthal – slagwerk, percussie

## Tracklist
| Nr. | Titel                                                         | Duur      |
| --- | ------------------------------------------------------------- | --------- |
| 1.  | Poseidon’s creation                                           | 11:37     |
| 2.  | Incarnation of Logos (cd uit 1989 vermeldde Legos)            | 8:46      |
| 3.  | The sub-song                                                  | 8:30      |
| 4.  | The dance in doubt and fear                                   | 7:36      |
| 5.  | Mutiny                                                        | 9:56      |
| 6.  | Gliding into light and knowledge Inside                       | 4:24 6:34 |
| 7.  | Atlantis’ agony at june 5th – 8498, 13 pm Gregorian Earthtime | 20:54     |